# Emanuel Tov

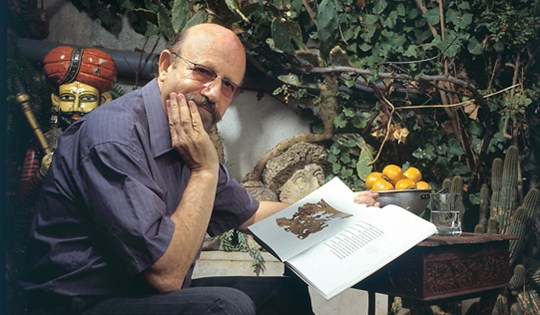
Emanuel Tov, 2004

Emanuel Tov (* 15. September 1941 in Amsterdam) ist ein israelischer Bibelwissenschaftler und seit 1986 Professor am bibelwissenschaftlichen Institut der Hebräischen Universität in Jerusalem. Er ist weltweit anerkannter Experte für Fragen der Textkritik. In das Herausgeberteam für die Veröffentlichung der Schriftrollen vom Toten Meer wurde Tov 1984 aufgenommen, 1990 löste er John Strugnell als verantwortlichen Herausgeber ab.

## Leben
Nachdem Tov 1961 nach Israel eingewandert war, studierte er an der Hebräischen Universität in Jerusalem. Er erlangte 1964 den Grad eines B.A. in biblischer und griechischer Literatur sowie einen M.A.-Abschluss in Bibelwissenschaften. Zu seinen Lehrern gehörten Shemaryahu Talmon und Yehezkel Kutscher. Zwischen 1967 und 1969 studierte er am Department of Near Eastern Languages and Literatures in Harvard, wo er sich auch stärker mit den Schriftrollen vom Toten Meer auseinanderzusetzen begann. Aus der Zeit in Harvard resultiert auch die Bekanntschaft mit Frank M. Cross und John Strugnell.
Schließlich erhielt Tov 1973 den akademischen Grad eines Ph.D. an der Hebräischen Universität für seine Arbeit über die Septuaginta-Fassung des Jeremiabuches.
Zwischen 1982 und 1988 lehrte Tov in Oxford mit Schwerpunkt Septuaginta. Es folgten Fellowships in den Niederlanden und den USA. 1990 erhielt Tov den J.-L.-Magnes-Lehrstuhl für Bibelwissenschaften. Ebenfalls 1990 wurde Tov Hauptherausgeber im Projekt zur Veröffentlichung der Schriftfunde vom Toten Meer, den Discoveries in the Judaean Desert. Unter seiner Leitung konnten die Publikationen mit Erscheinen des letzten Bandes 2003 abgeschlossen werden – über 50 Jahre nach den ersten Funden.
2006 wurde er als korrespondierendes Mitglied in die British Academy aufgenommen. 2017 wurde er als auswärtiges Mitglied in die American Academy of Arts and Sciences gewählt. Er ist seit 2012 Mitglied der Israelischen Akademie der Wissenschaften.

## Schriften
- Der Text der hebräischen Bibel: Handbuch der Textkritik. Stuttgart, Berlin, Köln 1997. ISBN 3-17-013503-1